# Алегбе, Тони
Э́нтони Бе́нсон Але́гбе (англ. Tony Alegbe; 10 октября 1981, Нигерия) — нигерийский футболист, защитник.

## Карьера
Алегбе начал свою карьеру в 1999 году в нигерийском клубе «Шутинг Старз». В 2001 году переехал на Украину, где играл за клубы «Металлург» из Донецка, «Кривбасс» и «Карпаты». После возвращения на родину подписал контракт с клубом «Викки Туристс». Потом отыграл один сезон в Марокко за ФК ФЮС.
Первый вызов Алегбе в сборную «суперорлов» состоялся 1 ноября 2002 года.